# Gagern (Adelsgeschlecht)

Wappen derer von Gagern

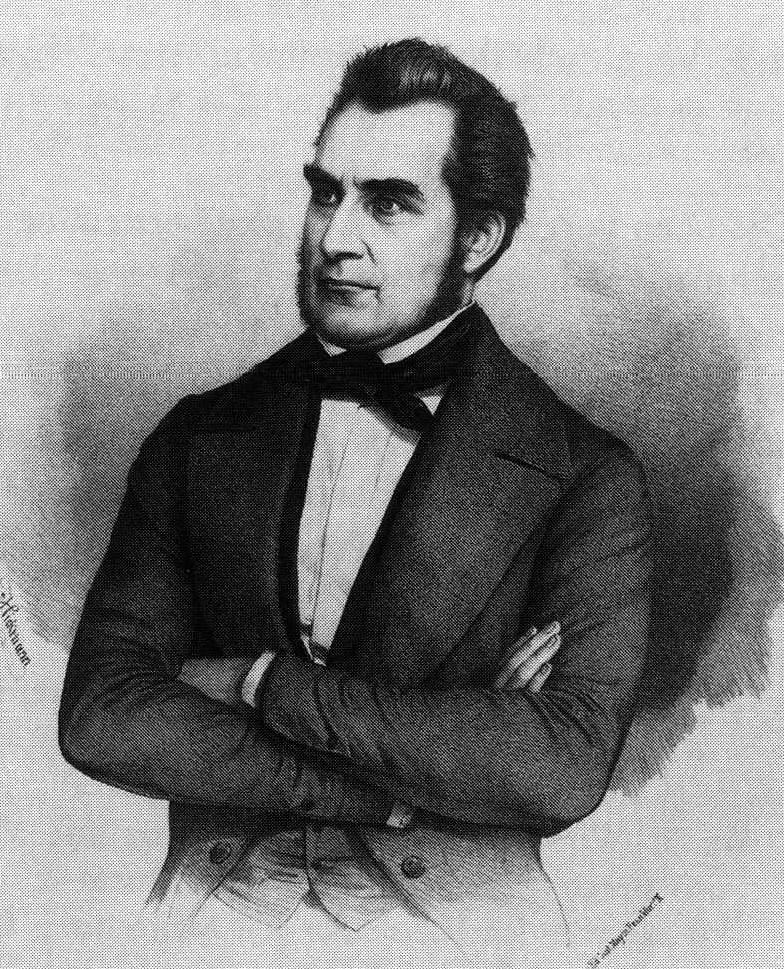
Heinrich von Gagern (1799–1880), 1848 erster Präsident der Deutschen Nationalversammlung in der Frankfurter Paulskirche

Gagern ist der Name eines alten rügenschen Adelsgeschlechts. Der Stammsitz Gagern ist heute ein Ortsteil der Gemeinde Kluis im Landkreis Vorpommern-Rügen.

## Geschichte
Der erste nachweisbare Angehörige des Geschlechts war Henneke de Gawere im Jahr 1290 und mit dem seit 1316 urkundlich erwähnten Knappen Priebe von Gawarn tritt der älteste gesicherte Stammvater der Gagern auf.
Im 15. Jahrhundert teilte sich das Geschlecht in zwei Linien. Aus der älteren unter anderem zu Vinckendahlen und Moisselbritz auf Rügen begüterten Linie entstammt ein großer süddeutscher Zweig. Er wurde in der ersten Hälfte des 18. Jahrhunderts von Claudius Mauritius von Gagern (auch Moritz von Gagern) infolge von Heirat mit einer Erbtochter des Geschlechts von Steinkallenfels begründet, wodurch ihm die Herrschaft Morschheim in der Rheinpfalz zufiel. Seine Nachkommen konnten auch in Nassau, in der Rheinprovinz, in Bayern und in Österreich großen Besitz erwerben. Die jüngere, eigentlich in Tetzitz auf Rügen begüterte Linie, ist auch in der Neumark ansässig geworden. Sie besaß das Fideikommiss Frankenthal auf Rügen sowie Locz bei Ödenburg (heute ung. Sopron) in Ungarn.
Der süddeutsche Zweig wurde 1731 in die oberrheinische Reichsritterschaft aufgenommen und daraufhin 1835, 1879 und 1893 bei der Freiherrenklasse in Bayern immatrikuliert und 1910 in Österreich sowie 1911 im Großherzogtum Hessen als freiherrlich anerkannt. Der ungarische Zweig der jüngeren Linie erhielt 1903 den österreichischen Freiherrenstand. Aus dem süddeutschen Zweig sind mehrere bedeutende Staatsmänner hervorgegangen, so unter anderem der nassauische Diplomat Hans Christoph Ernst von Gagern und seine Söhne Heinrich von Gagern, ein führender deutscher Parlamentarier in der Mitte des 19. Jahrhunderts, und Maximilian von Gagern, ein österreichischer Politiker.
Auf der politischen Gegenseite stand der Renegat, der ehemalige preußische Fähnrich, Ernst Tönnies von Gagern-Rehdorf, der sich 1848 an der Spitze der sozialdemokratischen Arbeiterbewegung stellte, atheistische Reden hielt und aus Breslau und Sachsen verwiesen wurde.

## Besitzungen
- Gut Frankenthal bei Samtens auf Rügen (mindestens ab 1530? bis 1945)[3]
- Groß Stubben auf Rügen (bis 1944/1945); zuletzt August-Wilhelm von Gagern (1907–1944), Jurist[4]
- Hofgut Hornau bei Frankfurt am Main
- Schloss in Kleinniedesheim (ab 1735 bis 1784)
- Wasserburg Müggenburg bei Neuenkirchen in Vorpommern[5]
- Schloss Wildenhag am Attersee
- Schloss Mokritz in Slowenien (bis 1923)
- Schloss Neuenbürg (Weisendorf) (ab 1872 bis heute)[6]
- Gut Rehdorf bei Königsberg in der Neumark, Brandenburg[7]
- Schloss Sorg bei Wendelstein (Mittelfranken) (ab 1697 bis ?)[8]
- Oberburg in Vlatten (Eifel) (1882 bis heute)

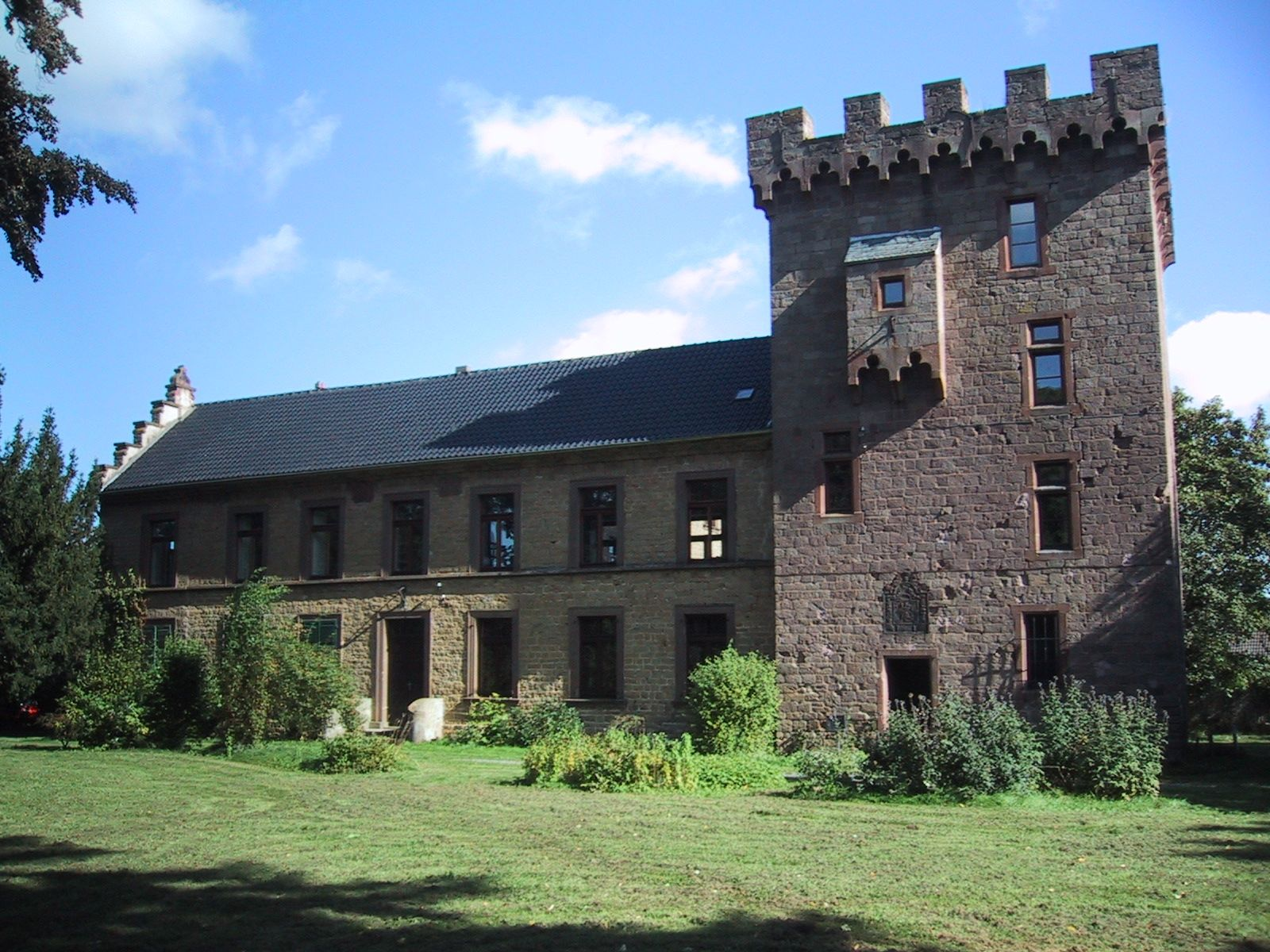
Burg Vlatten, Eifel

## Wappen
Das Wappen zeigt einen von Silber und Blau schräglinks geteilten Schild mit einem aufrecht gestellten Doppelhaken (eine so genannte „Wolfsangel“) in Blau und Silber gewechselten Farben. Auf dem Helm befinden sich drei Straußenfedern in silber-blau-silberner Farbfolge. Die Helmdecke ist ebenfalls blau-silbern.

## Namensträger

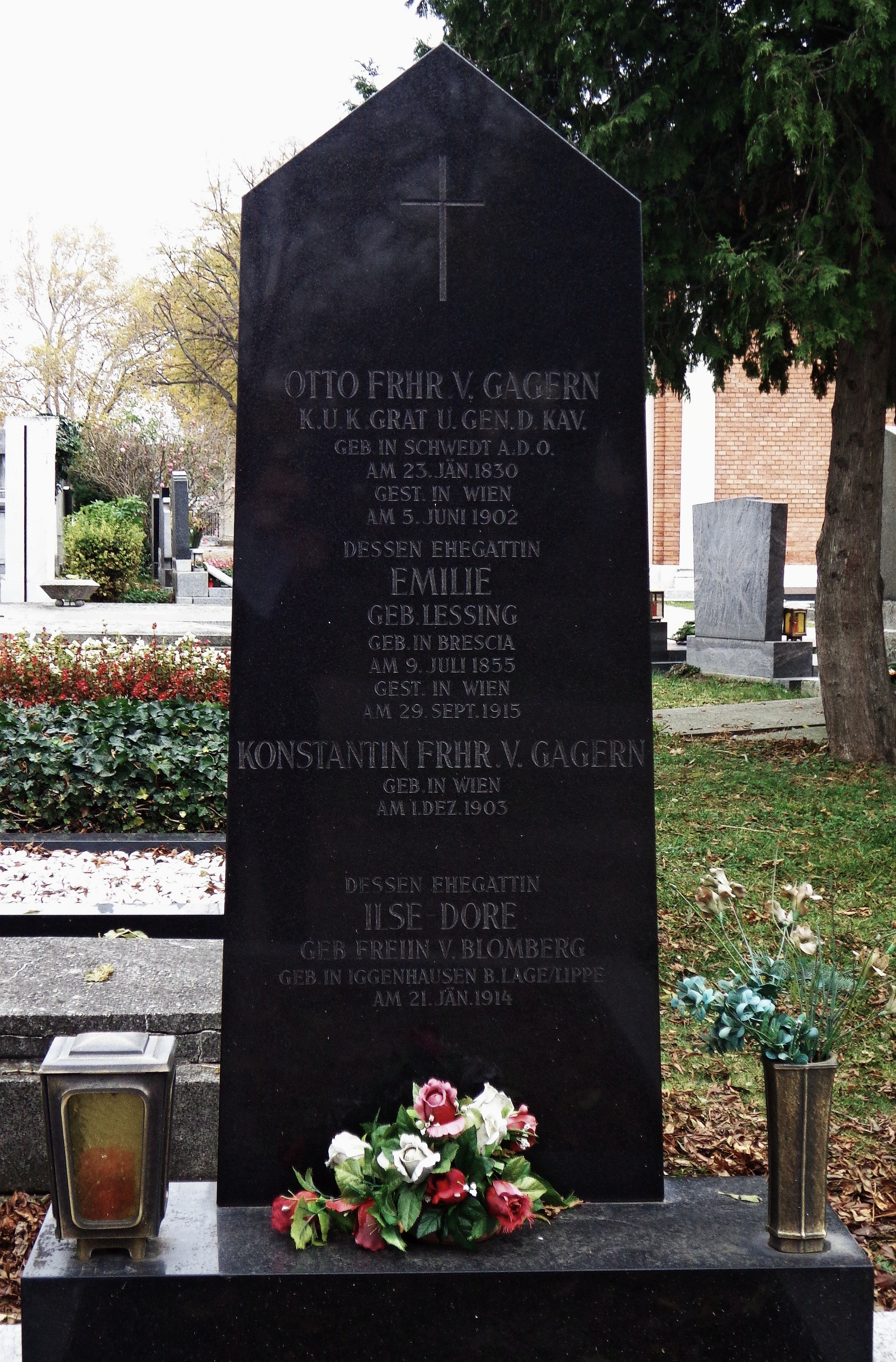
Wiener Zentralfriedhof – Grab von k.u.k. General der Kavallerie Otto von Gagern (1830–1902)

- Axel von Gagern (1913–2008), deutscher Ethnologe
- Barbara von Gagern (1855–1925), deutsch-österreichische Frauenrechtlerin
- Carlos von Gagern (1826–1885), Offizier in Mexiko, Demokrat, Freimaurer[9]
- Claudius Mauritius von Gagern (1696–1758), Inhaber der Herrschaft Morschheim, Begründer der süddeutschen Linie seiner Familie
- Ernst von Gagern (Geistlicher) (1807–1865), deutscher Geistlicher
- Ernst von Gagern (General) (1848–1928), deutscher Generalmajor
- Ernst von Gagern (Admiral) (1878–1954), deutscher Admiral
- Falk von Gagern (1912–2000), österreichischer Schriftsteller
- Friedrich von Gagern (General) (1794–1848), General des Deutschen Bundes
- Friedrich von Gagern (1842–1910), deutscher Gutsbesitzer und Mitglied des Deutschen Reichstags
- Friedrich von Gagern (1882–1947), deutschsprachiger Autor
- Gustav von Gagern (1785–1834), Major, Lehensberechtigter zu Frankenthal, Gutsherr in Rehdorf,[10] Ritterschaftsrat der Neumark[11]
- Gustav von Gagern (1823–1886), Besitzer des Majorats Frankenthal mit Groß Stubben
- Hans Christoph Ernst von Gagern (1766–1852), Schriftsteller und Staatsmann
- Hans Karl Adam von Gagern (1774–1846), preußischer Generalleutnant
- Heinrich von Gagern (1799–1880), deutscher Politiker zur Zeit der bürgerlichen Märzrevolution
- Heinrich von Gagern (Landrat) (1878–1964), deutscher Politiker und Landrat
- Helene von Gagern (1820–1877), Ehefrau des Japanforschers Philipp Franz Jonkheer von Siebold
- Jürgen von Gagern (* 1930), deutscher Architekt
- Karl Christoph Gottlieb von Gagern (1743–1825), französischer Offizier und hoher Hofbeamter im Herzogtum Pfalz-Zweibrücken
- Kurt von Gagern (1883–1968), deutschsprachiger Schriftsteller und Privatgelehrter (Pseudonym Kurt Gafran)[12][13][14]
- Maximilian von Gagern (1810–1889), deutscher Politiker zur Zeit der bürgerlichen Märzrevolution
- Maximilian von Gagern (1844–1911), hessischer Minister und Gesandter in Berlin und Bevollmächtigter zum Bundesrat
- Moritz von Gagern (1808–1877), Landtagsabgeordneter Herzogtum Nassau
- Otto von Gagern (General, 1830) (1830–1902), österreichischer General der Kavallerie
- Otto von Gagern (General, 1854) (1854–1935), preußischer Generalleutnant

## Weitere Literatur
- Carlos von Gagern: Todte und Lebende. Erinnerungen Carlos von Gagern. Meminisse juvat. Erste Reihe (Band), Abenheim`sche Verlagsbuchhandlung (G. Joel), Berlin 1884.; (Band 2) Zweite Reihe als Reprint, General Books LLC, Memphis 2012. ISBN 978-1235421563.
- Ludwig Kunwald: Ein Held der Feder und des Schwerts, in: Die Gesellschaft. Münchener Halbmonatschrift für Liiteratur und Kunst, Jahrgang 1887, Erstes Semester, Hrsg. A. G. Conrad, Verlag Wilhelm Friedrich, Leipzig 1887, S. 628.
- Carlos von Gagern, Schwert und Kelle.- Aus dem Nachlass des Verfassers, Hrsg. M. G. Conrad, Verlag Wilhelm Friedrich, Leipzig 1888. Digitalisat
- Ludwig v. Pastor: Leben des Freiherrn Max von Gagern (1810–1889). Ein Beitrag zur politischen und kirchlichen Geschichte des 19. Jh.; Großenteils nach ungedruckten Quellen, Verlag der Kösel'schen Buchhandlung, Kempten 1912.
- Otto Hupp: Münchener Kalender 1930. Buch u. Kunstdruckerei AG, München/Regensburg 1930.